# Географски омотач
Географски омотач је комплексни омотач Земље у чијим се границама доњи слојеви атмосфере, површински слој литосфере, биосфера и хидросфера. Укупна дебљина овог појаса не прелази 40 километара. Омотач карактерише стално кружење материје, промењивост и развој у простору и времену. Његовим систематским проучавањем бави се физичка географија.
Термин географски омотач у научну литературу увео је совјетски географ Андреј Александрович Григоријев 1932.